# Gyllenflög
Gyllenflög var en svensk adelsätt med ursprung på Åland. Den härstammade från sjömilitären Johan Hansson, som 1648 adlades med namnet Gyllenflög. Ätten dog ut i början av 1700-talet. 
Johan Hansson Gyllenflög lämnade in Sveriges äldsta kända sköldebrev (daterat 1420) till kammarkollegiet, men om det fanns några släktband mellan honom och den person som nämns i brevet är inte känt. 
I litteraturen förekommer uppgifter om en äldre ätt med namnet Gyllenflög, men dessa är felaktiga.

## Namn och vapen

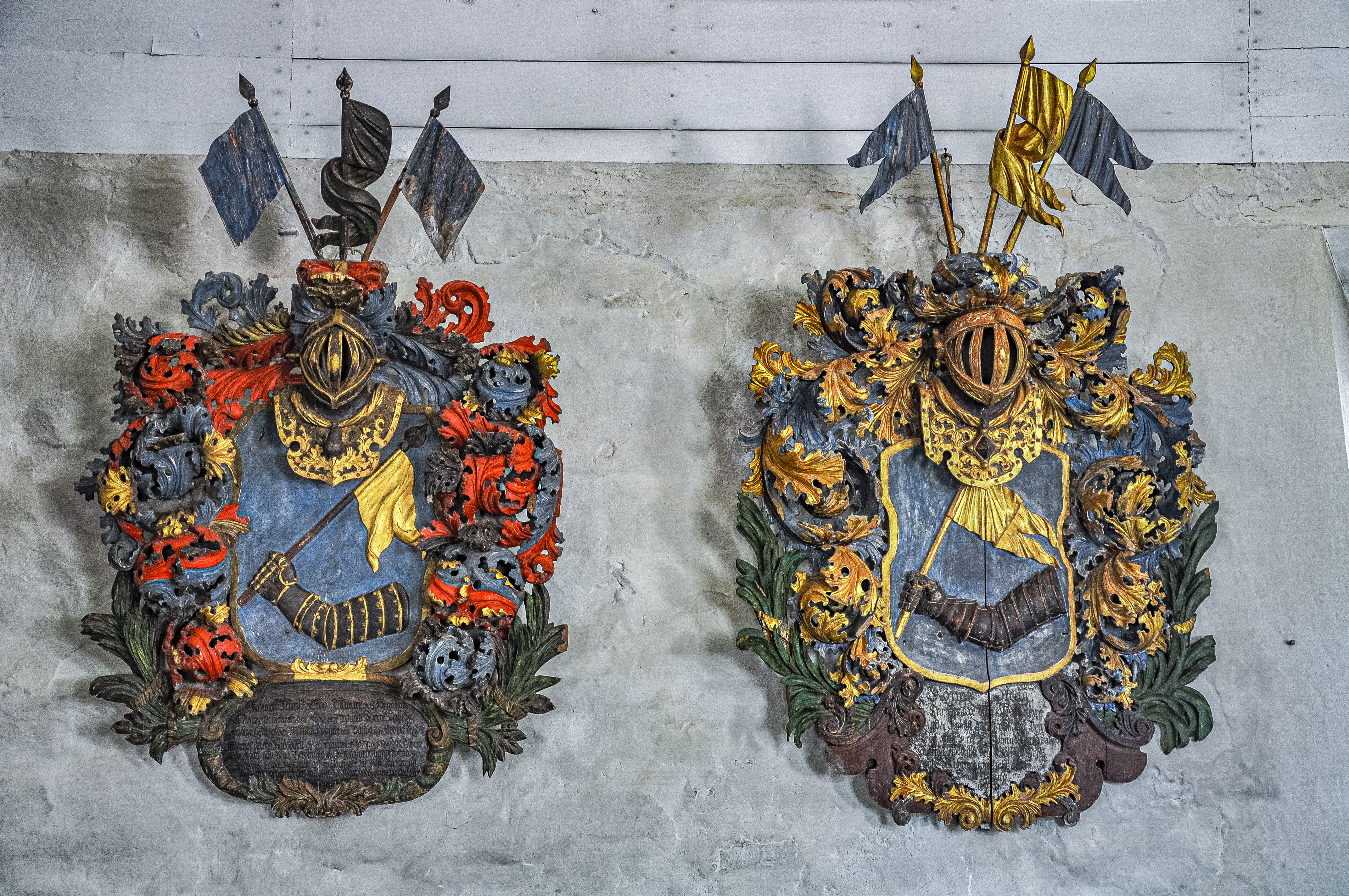
De Gyllenflögska begravningsvapnen i Geta kyrka på Åland: till vänster vapnet efter kanslibetjänten Johan Gyllenflög och till höger efter hans far, artillerilöjtnanten Johan Gyllenflög.

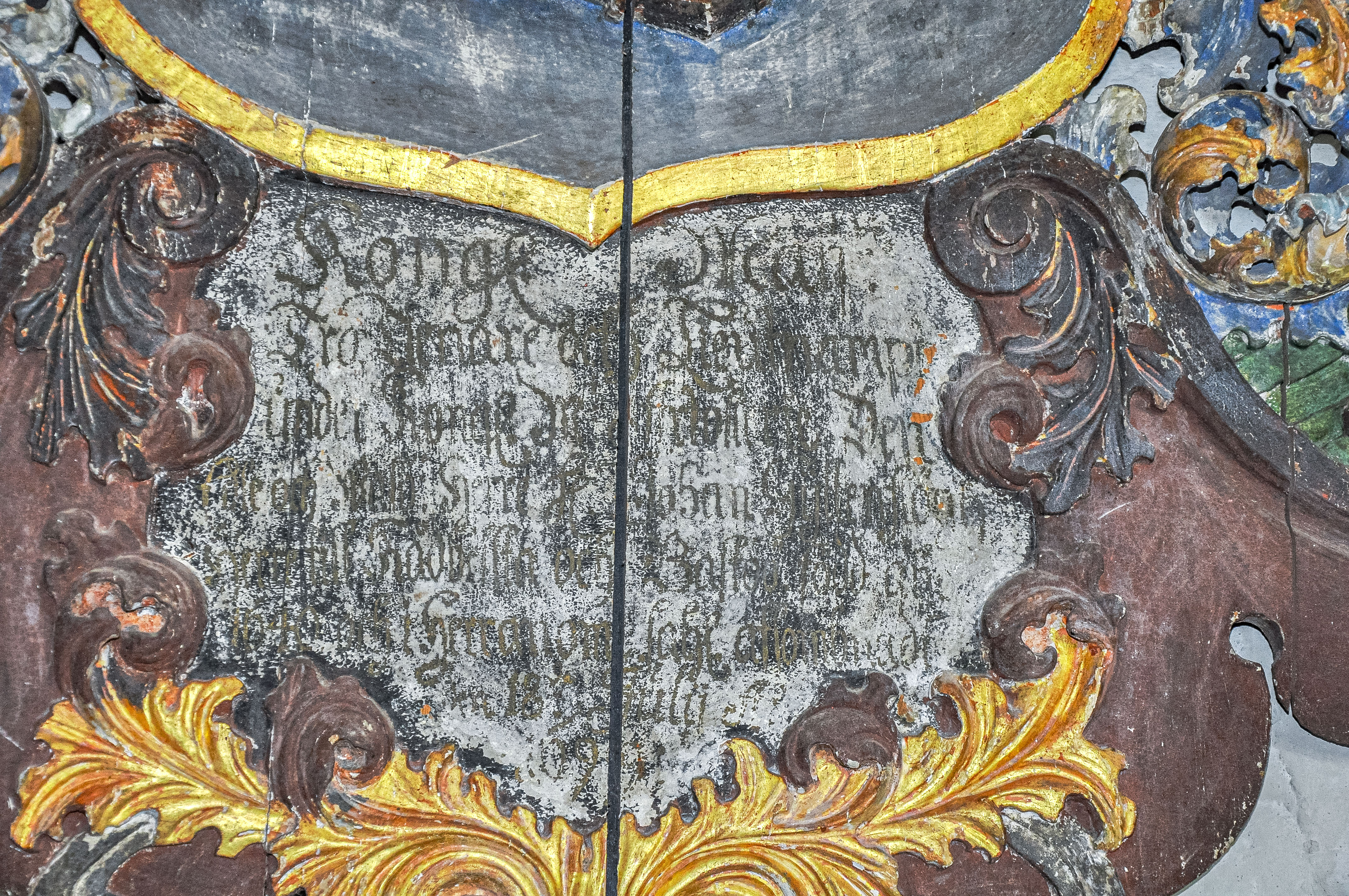
Närbild av texten under fadern Johan Gyllenflög begravningsvapen. Texten är ställvis mycket svår att läsa.

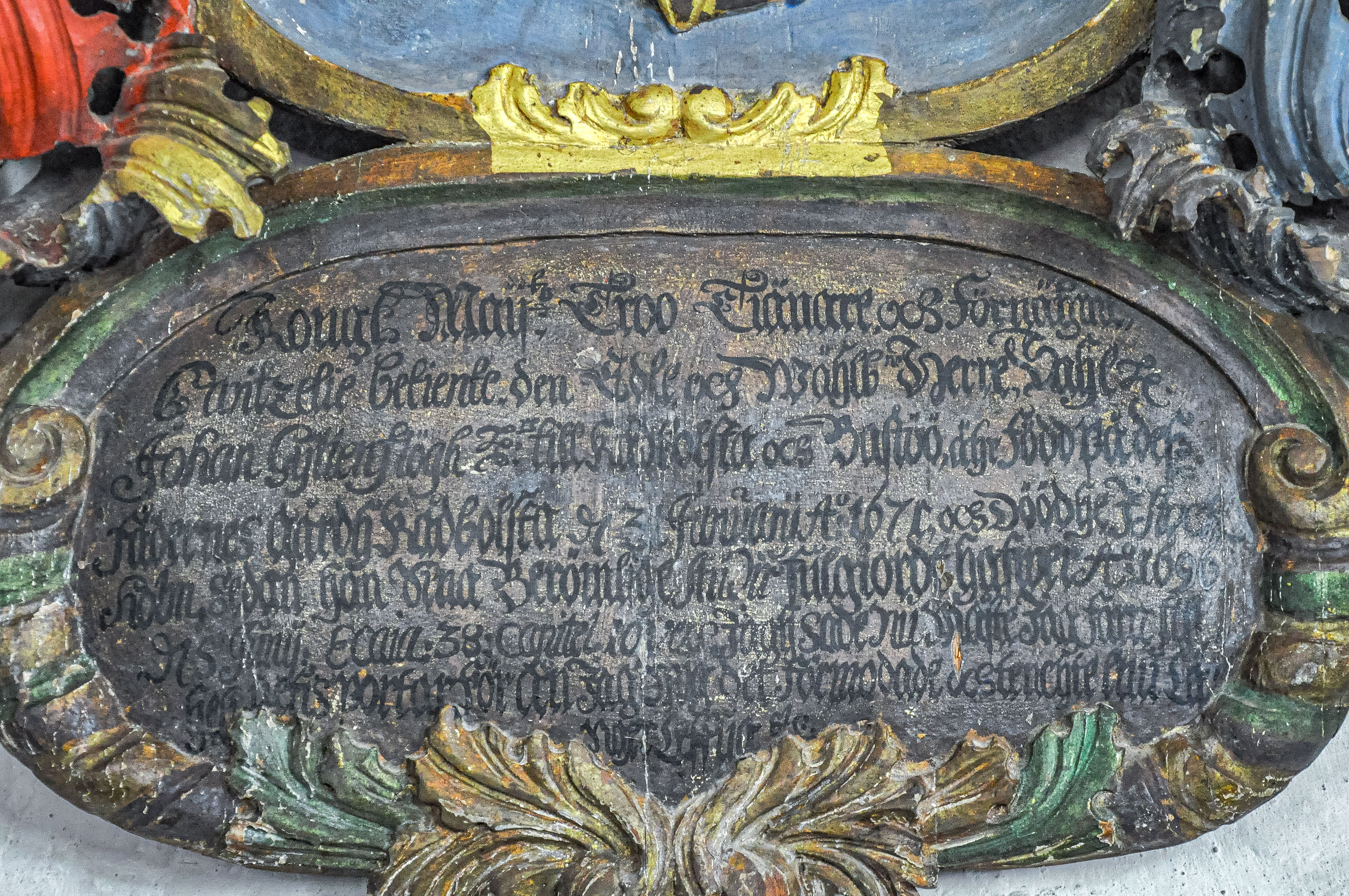
Närbild av texten under sonen Johan Gyllenflög begravningsvapen.

Det gyllenflögska vapnet visar en bepansrad arm och hand som håller en gyllene flög. 
En flög var en flöjel eller liten vimpel, ofta i tyg, på en stång eller i masttoppen som visade vindriktning. Namnet Gyllenflög kan alltså antas anspela på stamfaderns sjömilitära bana.
Blasoneringen i sköldebrevet från 1648 lyder: En blå sköld, däruti en beväpnad arm, hållandes uti handen en förgylld flög, ovanpå skölden en öppen tornerhjälm, kransen och hjälmtäcket med blått och gult fördelt, ovanpå hjälmen en förgylld flög, emellan tvänne blå fanor.
I Geta kyrka hänger begravningsvapen efter två medlemmar av släkten Gyllenflög. Dessa är stamfaderns son, artillerilöjtnanten Johan Gyllenflög, och dennes son, kanslibetjänten Johan Gyllenflög (1671–1696).
Texten under faderns vapen är sliten och kan bara med svårighet läsas: Kongl: Maij:ts Tro Tienare och Lieutnampt under Kongl. M:ts Artollerie Den Edle och Welb: Herre H: Johan Gyllenflögh Herre till Kådbolsta och Bastö född åhr 1640 och i Herranom sahl: afsomnad den 18 Julii 1699.
Under sonens vapen lyder texten: Kongl. Maij:tz Troo Tiänare och Förnähme Cantzelie betiente, den Edle och Wählb:ne Herre, Sahl. Johan Gyllenflögh herre till Kådbolsta och Bastö, ähr född på desz fädernes gårdh Kådbolstad d 31 Januarij A:o 1671 och Döödhe i Stockholm, sedan han sina berömlige studir fulgiordt hafwer A:o 1696 d 5 Junij: Ecaia 38: Capitel 10 vers Jagh sade nu måste jag fara till helfwetis portar förän jag mig det förmodade och tenckte, kan länger leffua etc.

## Historik
Ätten Gylleflög härstammar från en sjömilitär, kaptenen vid amiralitetet och senare majoren Johan Hansson (död 1669), som bodde på säteriet Kodbolstad (numera Bolstaholm) i Geta socken på Åland. Han adlades 1648 med namnet Gyllenflög och erhöll 1650 introduktion på Riddarhuset under nummer 434. Han var gift första gången med Kristina Karlsdotter (Ram), som härstammande från äldre åländska frälsesläkter. Hon dog omkring 1654. Makarna fick många barn, däribland sönerna Carl Gyllenflög (död 1698, gardeslöjtnant), och Johan Gyllenflög (1640–1699, artillerilöjtnant).
Ätten dog ut med Carls son Carolus Gyllenflög (född 1675), som levde 1709 men var död 1721. Hans yngre syster Elsa Beata Gyllenflög (1679–1754) var ättens sista kvinnliga medlem.
Johan Hansson var son till Hans Olofsson (död 1632), fogde på Kastelholm (Åland). Han uppges i sin tur vara son till Olof Persson, fogde på Haga kungsgård (Åland) som han också arrenderade.

## Äldre litteraturuppgifter

### En ätt Gyllenflög som aldrig funnits
I litteraturen förekommer uppgifter om en äldre ätt Gyllenflög, som ska ha dött ut redan 1558. De härrör från Jully Ramsays verk Frälsesläkter i Finland intill stora ofreden, utgivet 1909–1916. Uppgifterna godtogs inte av Reinhold Hausen, statsarkivarie i Finland, som i en artikel 1930 om Bolstaholm skriver: 
| ”                                                    | J. Ramsay hänför i Finlands frälsesläkter (tydligen efter Radloffs beskrivning över Åland sid. 89) hustru Kerstin Henriksdotters fader Henrik Persson till en frälsesläkt Gyllenflög, vars namn skulle hava övergått till den introducerade ätten. Ingen urkund bestyrker detta och är icke heller antagligt. Men väl bars i äldre tid detta namn av en Karl Gyllenflög, vars ”ädla och välborna fru” Elisabet såsom änka erhöll den 14 juni 1605 av Karl IX frälse på 7 gårdar i sydvästra Finland. (Riksregistr.) Något vidare om dem känner man ej. | „ |
| – Reinhold Hausen, Bolstaholms säteri och dess ägare | |   |

Av dokumentet den 14 juni 1605 framgår att Karl Gyllenflögs änka ägde gårdar i Finland, på Åland och i Sverige. Även om den äldre släkten Gyllenflög som Jully Ramsay skapade aldrig har existerat (personerna använde inte namnet), verkar åtminstone en person med anknytning till Åland ha kallat sig Gyllenflög. Detta var långt innan Johan Hansson adlades 1648, men också långt efter att den äldre släkten ska ha dött ut 1558.

### Sköldebrevet från 1420
Sveriges äldsta sköldebrev, daterat 1 september 1420, har viss anknytning till ätten Gyllenflög. Det är endast känt genom en avskrift från 1600-talet som påträffades 1858 i kammarkollegiets arkiv i Stockholm av den åländske historikern Karl Bomansson (1827–1906), senare statsarkivarie i Finland. Han rapporterade fyndet 1866 i Historiallinen arkisto.
Brevets sakliga innehåll är kortfattat. En Björn Pålsson skulle för sin trohet och sina tjänster få "vapen, sköld och hjälm" samt evig skattefrihet på de gårdar han ägde. Det som gör brevet anmärkningsvärt är uppgiften om vapnet och att detta också ska ha funnits avbildat (målat). Tyvärr saknas avbildningen i avskriften, så hur vapnet såg ut vet vi inte. Originalbrevet är sedan länge förkommet.
I brevet sägs inget om var Björn Pålssons gårdar låg, var han bodde eller vilken ställning han hade. Också i övrigt är han helt okänd. 
Att brevet kopplats till ätten Gyllenflög beror på att det ska ha lämnats in till kammarkollegiet av Johan Hansson Gyllenflög, släktens stamfar. Av detta har långtgående slutsatser dragits. 
Bomansson menade att det är sannolikt att Björn Pålsson var innehavare av Kodbolstad, antagligen för att det var Gyllenflögs sätesgård. Jully Ramsay gick ett steg längre och nämner Björn Pålsson som innehavare av Kodbolstad. Hon menade också att vapnet i brevet kan ha varit samma vapen som senare användes av ätten Gyllenflög.  Dessa påståenden har fått viss spridning, men saknar stöd i källorna. Detta insåg Gustaf Elgenstierna redan på 1920-talet, och han valde att inte upprepa Ramsays uppgifter.
Johan Hansson Gyllenflög ägde många gårdar, såväl på Åland som i Finland. Varifrån brevet ursprungligen härrör är oklart.